# De Vooruit

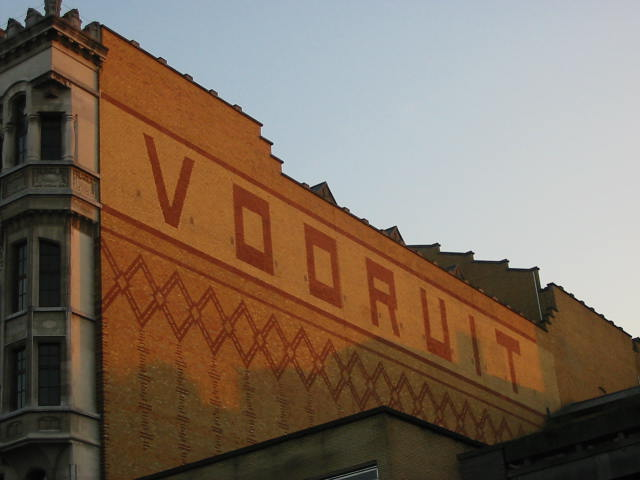
Zijgevel van Vooruit

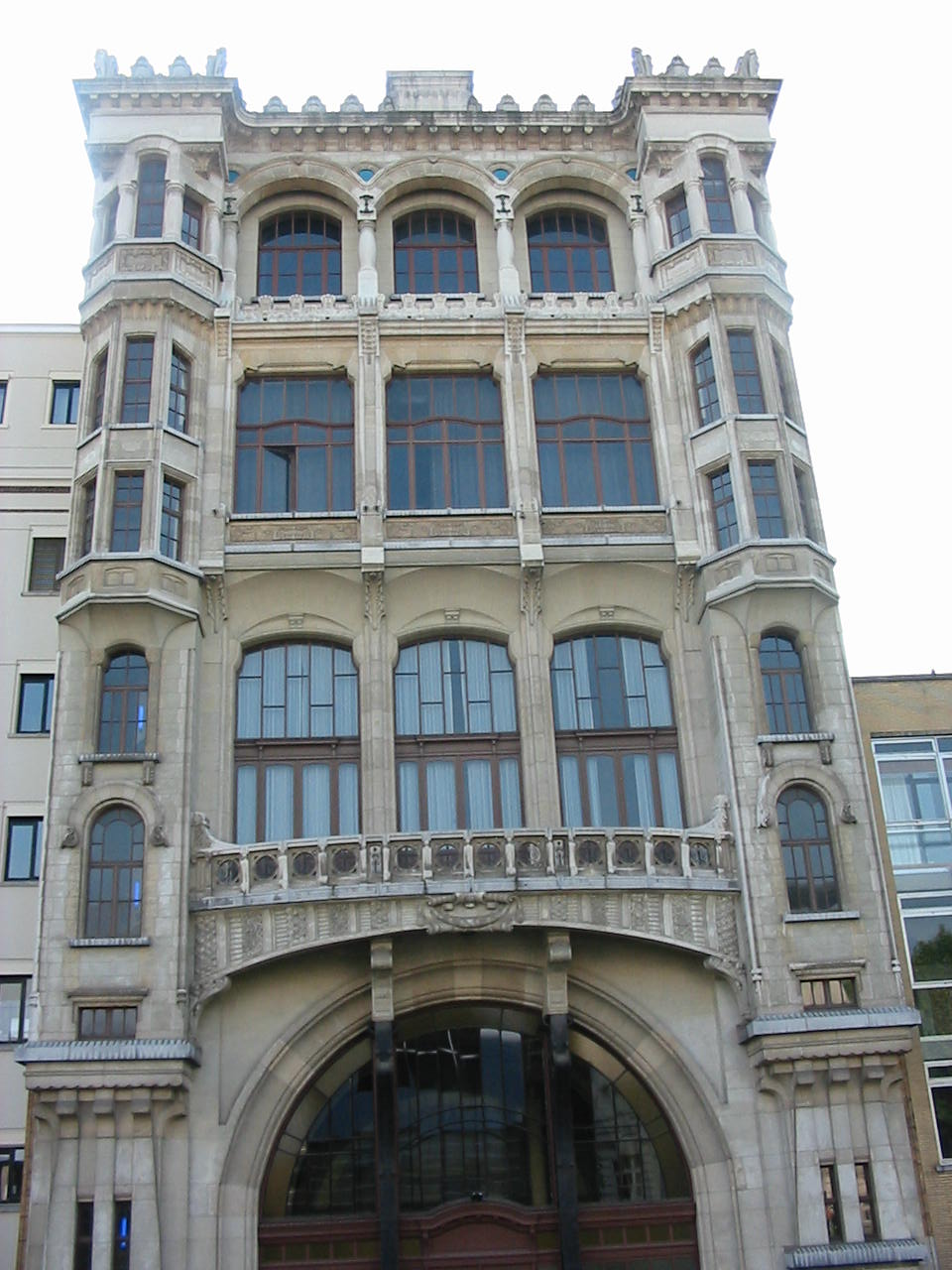
De achtergevel van Vooruit

De Vooruit is een historisch zalencomplex in de Belgische stad Gent dat aan de Sint-Pietersnieuwstraat werd geopend door de Samenwerkende Maatschappij Vooruit Nr.1 in 1913. Het kunstencentrum VIERNULVIER biedt er een podium aan voor diverse kunstdisciplines.

## Geschiedenis
Het gebouw werd ontworpen door Ferdinand Dierkens. De bouw werd aangevat in 1911 en in 1913 geopend als Feestlokaal van Vooruit, naar de socialistische verbruikersorganisatie (of coöperatie) Vooruit (1891-heden (als vennootschap Vooruit nr. 1), die door onder andere Edward Anseele uit de grond werd gestampt om de fabrieksarbeiders te beschermen tegen de labiliteit van het grootkapitaal. In de "kunstentempel Vooruit" konden arbeiders tegen erg democratische prijzen eten, drinken en van cultuur genieten.
Vooruit was oorspronkelijk het feest- en kunstencentrum van de Gentse arbeidersbeweging, met een feestzaal (balzaal), cinema, theatergroep, enzovoort. Er werd ook een krant onder de naam Vooruit uitgegeven. Vooruit als socialistisch feest- en kunstencentrum kaderde in de verzuilde Vlaamse maatschappij van voor de Tweede Wereldoorlog. Na de oorlog verloederde het gebouw tot in 1982 de aanzet werd gegeven naar zijn huidige vorm als kunstencentrum.
Sinds 1982 worden de vijf belangrijkste zalen (Balzaal, Theaterzaal, Domzaal, Concertzaal en het Café) gebruikt door de vzw Kunstencentrum VIERNULVIER voor debatten, literatuuravonden, feesten, festivals, concerten, filmvertoningen, dans- en theatervoorstellingen. Het gebouw werd gerestaureerd en in 1983 erkend als monument. In 2000 kreeg het de Vlaamse monumentenprijs na grondige restauratiewerken.
In 2013 was het gebouw 100 jaar oud en werd er feest gevierd met een speciaal programma en diverse activiteiten, zowel in het Feestlokaal als in de stad.

### Concerten
Gedurende de voorbije decennia traden verschillende internationale artiesten op in de concertzaal van de Vooruit, waaronder
Alice in Chains, Beck, The Black Keys, Black Sabbath, The Corrs, Counting Crows, The Cranberries, The Cure, Daft Punk, David Byrne, Dinosaur Jr., Dio, Donovan, Dr. John, Dream Theater, Editors, Eels, Elliot Smith, Faith No More, Florence and the Machine, Frank Black, Garbage, Grandaddy, Happy Mondays, Hole, INXS, Jane's Addiction, Jeff Healey Band, Joan Jett and the Blackhearts, Joanna Newsom, Joe Jackson, Joe Satriani, John Cale, John Hiatt, The Jon Spencer Blues Explosion, Killing Joke, Kraftwerk, Kula Shaker, Kyuss, LCD Soundsystem, Lenny Kravitz, Life of Agony, Living Colour, Luka Bloom, Manic Street Preachers, Marianne Faithfull, Mercury Rev, Method Man, MGMT, Midnight Oil, Moby, Monster Magnet, Morphine, Nine Inch Nails, Nirvana, OMD, Pantera, Paradise Lost, Patti Smith, PJ Harvey, The Pogues, Primal Scream, The Prodigy, R.E.M., Rage Against the Machine, Rammstein, Red Hot Chili Peppers, Robbie Williams, Rollins Band, Rory Gallagher, Sepultura, Sheryl Crow, Sigur Rós, Sinéad O’Connor, Siouxsie and the Banshees, Slade, Slipknot, The Smashing Pumpkins, Sonic Youth, Spandau Ballet, Sparks, Suede, Sufjan Stevens, The Sugarcubes, Ten Years After, Texas, Therapy?, Thin Lizzy, Throwing Muses, Tool, Tragically Hip, The Undertones, Uriah Heep, Warren Zevon, The Waterboys, Ween, White Zombie, Wilco en Wu-Tang Clan.
Antwerpen: De Roma · Lotto Arena · Sportpaleis · Trix 
 Brussel: Ancienne Belgique · Koninklijk Circus · ING Arena · Le Botanique · Vorst Nationaal 
 Limburg: Muziekodroom · Trixxo Arena

 Oost Vlaanderen: Brielpoort · De Vooruit · Handelsbeurs 
 West Vlaanderen:  Buda Kunstencentrum · Cactus Muziekcentrum · De Kreun · De Werf 
 Vlaams Brabant: Het Depot